# Engels (oraș)
Engels (pronunțat Engels; în rusă Энгельс; până în 1931 numit Pokrovsk / Покровск) este un oraș din regiunea Saratov, Rusia. Orașul a fost denumit în onoarea lui Friedrich Engels.